# Boca de Cupe
Boca de Cupe è un comune (corregimiento) della Repubblica di Panama situato nel distretto di Pinogana, provincia di Darién. Si estende su una superficie di 781,1 km² e conta una popolazione di 1.167 abitanti (censimento 2010).